# 德昌站
德昌站（站牌彝文写作ꄓꍣ/dep cha）是一个成昆线上的铁路车站，位于四川省凉山州德昌县德州镇，建于1970年，目前为三等站，邮政编码为615500。目前客运：办理旅客乘降，行李、包裹托运；货运整车货物发到。
车站目前使用的站房建于2004年，候车厅面积350平方米，站前广场面积2100平方米:397。货场面积5270平方米，主要到发品为金属硅、钢铁、矿石、矿建。